# Béatrice de Savoie (1250-1292)
Pour les articles homonymes, voir Béatrice de Savoie.
Béatrice de Savoie, dite Contesson (c.1250-1290/1292), est une fille d'Amédée IV de Savoie et de sa seconde épouse, Cécile des Baux. Elle est membre de la maison de Savoie et dame de Villena par son second mariage.

## Biographie
Béatrice serait née vers 1250. Elle est la fille du comte de Savoie, Amédée IV et de sa seconde épouse, Cécile des Baux. Elle a pour frère et sœurs,Boniface, ainsi que d'Eléonore et Constance. Elle a deux demi-sœurs aînées issues du premier mariage de son père, Béatrice et Marguerite de Savoie.
Son père ordonne qu'elle soit placée au couvent du Betton, où il veut être inhumé,. À la mort de son père, en 1253, ces deux vœux ne sont pas respectés. Béatrice ne souhaite pas entrer dans les ordres. Le testament de son père stipule qu'elle ou ses sœurs ne peuvent prétendre au titre de Savoie, toutefois, elles reçoivent une somme d'argent,. À la mort de son frère, son oncle Pierre lui succède. À la mort de Pierre, Béatrice doit renoncer à ses droits sur la Savoie avec le consentement de sa mère en faveur de son autre oncle, Philippe Ier. Une charte par le pape Clément IV, datée du 11 août 1266, montre que le comte Philippe a fait don de biens à sa nièce.
Le 5 mai 1263, Guillaume de Roquefeuil, représentant du roi d'Aragon, Jacques Ier d'Aragon, est envoyé à la cour de Savoie, afin d'organiser le mariage de l'Infant Jacques, second fils du roi, avec Béatrice. Cependant le projet n'aboutit pas. Ce même ambassadeur revient en le 15 juillet 1266 pour renégocier cette union, mais à nouveau il n'y a pas de suite. Dix ans après la rupture des fiançailles, Jacques devient roi de Majorque.
Béatrice est mariée le 21 octobre 1268 avec Pierre de Chalon, dit le Bo(u)vier, seigneur de Châtel-Belin, fils de Jean Ier de Chalon. Pierre lui accorde des propriétés en 1269.
Peu de temps après, sans descendance, Pierre meurt. Elle épouse l'infant Manuel de Castille (es) à l'automne 1275. Il s'agit d'un deuxième mariage pour les deux parties, car la première épouse de l'infant Manuel, Constance d'Aragon (sœur du premier fiancé de Béatrice) est décédée en 1269, le laissant avec deux enfants. Manuel et Béatrice ont un fils, Juan Manuel, né à Escalona le 5 mai 1282. Manuel meurt un an après la naissance de leur fils. Béatrice s'occupe de son fils jusqu'à sa propre mort neuf ans plus tard, après quoi Juan Manuel est laissé aux soins de son oncle, Sanche IV de Castille.
L'année de sa mort n'est pas exactement connue. Le généalogiste Samuel Guichenon (XVIIe siècle) n'apporte aucune date. Le médiéviste Richard P. Kinkade, dans un article paru en 2004, indique vers l'année 1290. Le site de généalogie Foundation for Medieval Genealogy donne la période entre le mois de novembre 1290 et le 23 février 1292 (« Nov 1290 or 23 Feb 1292 »). Le médiéviste Eugene L. Cox (1974) indique en index « d.1292/93 ».